# Sarazar
Sarazar (* 27. Februar 1984 in Dormagen), bürgerlich Valentin Matthias Rahmel, ist ein deutscher Moderator, Unternehmer, Musiker, DJ, Dokumentarfilmer, Filmproduzent und Webvideoproduzent. Einer größeren Öffentlichkeit wurde er vor allem über seine YouTube-Präsenz bekannt.

## Leben
1999 gründete Rahmel im Alter von fünfzehn Jahren gemeinsam mit seinem älteren Bruder das Online-Portal Online-Rollenspiel.de, welches im August 2003 in MMORPG-Planet.de umbenannt wurde. Das Portal bot Informationen und Nachrichten zu Videospielen, insbesondere Massively Multiplayer Online Role-Playing Games. Anfang 2009 wurde es durch die Seite PlayMassive.de ersetzt, die mittlerweile als PlayCentral.de firmiert. Zur unternehmerischen Weiterentwicklung der Seite gründete Rahmel zusammen mit seinem langjährigen Freund und Geschäftspartner Erik Range (Gronkh) die PlayMassive GmbH, bei der beide ursprünglich Geschäftsführer und Gesellschafter waren.
Zuvor war Rahmel von 2005 bis 2007 als „Channel Manager MMO“ für das Internetmagazin gamona.de der Webguidez Entertainment GmbH tätig gewesen. Der Computerspielejournalismus blieb zunächst der Fokus seiner Aktivitäten, die sich ab 2010 in Richtung Webvideo verstärkten. Wenige Monate nach Range begann auch Rahmel mit der Produktion von Videos für seinen eigenen YouTube-Kanal. Seit Anfang 2012 ist Sarazar als Wortmarke der PlayMassive GmbH bei dem Deutschen Patent- und Markenamt registriert. Sarazar ist eine Ableitung des spanischen Familiennamens Salazar, leitet sich laut Rahmel allerdings auch vom fiktiven, bösen Zauberer Salazar Slytherin aus der Buchreihe Harry Potter von Joanne K. Rowling ab.
Parallel zu seinem Werken im Webvideo- und Livestream-Bereich (s. „Internetauftritt“) wurde Rahmel musikalisch aktiv. Am 6. September 2013 veröffentlichte er zusammen mit Erik Range (Gronkh) ein Lied namens Elektrotitte (5000 Volt). Das Lied stieg auf Platz 17 in die deutschen Singlecharts und auf Platz 29 in den Singlecharts der Schweiz ein.
Im Sommer 2014 lebte Sarazar für mehrere Monate in Los Angeles und war unter anderem am Projekt The Mansion beteiligt, in dem mehrere Webstars in einem Haus in Kalifornien wohnten. Unter anderem wurden hier auch Videos mit amerikanischen Videokünstlern wie beispielsweise Smosh und Boogie2988 produziert. Zudem sind mehrere Filme der Reise auf seinem Kanal SarazarLP und dem – zu dieser Zeit gemeinsam mit Erik Range geführten – Kanal Superhomies veröffentlicht worden. Auch Interviews mit der L.A. Times sowie amerikanischen TV-Sendern wie FOX entstanden in dieser Zeit.
Am 14. März 2015 nahm Rahmel für das World Wide Wok Team an der Wok WM 2015 teil, wo er als Mitglied des Vierer-Woks die Bronzemedaille erringen konnte.
Für das Videospiel The Witcher 3: Wild Hunt hat Sarazar gemeinsam mit Gronkh und Maxi Gräff eine Synchronsprecher-Rolle übernommen. Er spricht einen von drei Trollen. Auch im Kinofilm Assassin’s Creed hat er im Jahr 2016 eine Synchronrolle übernommen. Als er selbst hatte er zudem einen Gastauftritt im Film Nicht mein Tag, 2017 als Moderator eines großen Turniers im Kinofilm Offline und auch in einem Clip für The Lego Batman Movie spielt er sich selber. Im März 2019 spielte Rahmel eine der Hauptrollen in der offiziellen Mini-Serie zum zweiten Teil des Videospiels Tom Clancy’s The Division 2.
Unternehmerisch entwickelten Rahmel und Range die PlayMassive GmbH in mehrere Richtungen weiter. Über das Unternehmen werden Videokünstler und Webseiten vermarktet, ferner bieten die Internet-Portale der Firma redaktionelle Inhalte über Computer- und Videospiele sowie Young-Entertainment. Mit dem Unternehmen PlayMassive GmbH haben Gronkh und Sarazar auch deutsche Produktionen von Computerspielen zu Titeln wie Looterkings & Valnir Rok unterstützt. Rahmel investierte auch direkt in das Entwicklerstudio looterkings GmbH.
Seit August 2018 ist Rahmel Alleingeschäftsführer seines Unternehmens, das 2020 in „White Mandala GmbH“ umbenannt wurde. White Mandala hat sich auf Videoproduktion und Marketing spezialisiert und produziert etwa ein Reisedokumentations-Format für den WDR. Die mehrteilige Sendung erscheint im Fernsehen und im Internet.
Zudem ist Rahmel Mitgründer des Musiklabels Aerochrone, welches junge DJ Talente fördert sowie Auftritte in Clubs und auf Festivals organisiert. Zahlreiche Events werden von seinem Unternehmen Aerochrone umgesetzt oder mitveranstaltet, so bspw. das Nibirii Festival am Dürener Badesee.
Sarazar legte mehrmals beim Musikfestival Parookaville in Weeze und auf dem Lollapalooza-Festival in Berlin auf. Außerdem spielt er regelmäßig im Kölner Bootshaus und anderen Clubs. Zudem veröffentlichte er im Jahr 2016 das Lied Traveller, das gemeinsam mit Circle of Alchemists entstand. Auch wenn Sarazar selber Gitarre und andere Instrumente spielt, sind seine letzten Lieder dem Genre House zuzuordnen. Das gilt auch für seine Sets, die im Bereich Tech House und Deep House eingeordnet werden können.
In Zusammenarbeit mit Warner Music Germany veröffentlichte Sarazar am 12. August 2016 eine weitere Single namens Into The Blue, welche er gemeinsam mit DJ-Duo Jewelz & Sparks und Pearl Andersson produzierte. Dabei vertraten sie den Bereich des Tropical-House in Kombination mit Future-Bass. Im August 2018 hat Sarazar gemeinsam mit Jumpa die offizielle Gamescom-Hymne Living This Game produziert. In einem Interview gab er zudem an, musikalisch sehr offen zu sein, seine nächsten Produktionen sollen aber mehr in Richtung Tech-House und Techno gehen, was mehr zu seinem DJ-Stil passe. Im Jahr 2018 spielte er auf dem Parookaville, Docklands, Panama Open Air und weiteren Festivals sowie Veranstaltungen.

## Internetauftritt
Seit dem 15. Dezember 2010 veröffentlicht Rahmel auf dem Videoportal YouTube sogenannte Let’s Plays unter seinem Nicknamen. Im Jahr 2012 hat er zudem angefangen, Videos über sein Leben zu drehen und diese auf YouTube hochzuladen. Mittlerweile hat er über 1.900.000 Abonnenten (Stand: Dezember 2018) und mit über 550 Millionen Videoaufrufen sowie mittlerweile mehr als 4.300 hochgeladenen Videos gehört er heute zusammen mit Gronkh zu den bekanntesten YouTubern Deutschlands. Er veröffentlicht auf seinem YouTube-Kanal Sarazar vor allem Let’s Plays-Videos und gehört zu den bekanntesten deutschen Vertretern dieses Genres. Hinzu kommen sogenannte Vlogs, in denen er von Reisen, Erlebnissen, Auftritten und Events berichtet. Zudem wirkte er auch bei verschiedenen Video-Produktionen anderer bekannter Produzenten wie beispielsweise Y-Titty oder DieAussenseiter mit und führt den Reise- und Comedychannel Superhomies.
Gemeinsam mit Gronkh moderierte er seit dem 18. Mai 2012 das von der ProSiebenSat.1 Digital GmbH produzierte Internet-TV-Format Let’s Play Together, in dem es um Computer- und Videospiele geht. Der auf MyVideo laufende Livestream erreichte durchschnittlich über 100.000 Zuschauer. In einem Artikel vom November 2012 bezeichnete die Tageszeitung Die Welt das Format als Teil der „Fernsehrevolution im Internet“ und beispielhaft für die Verlagerung der Sehgewohnheiten vom Fernsehen ins Internet, insbesondere bei jüngeren Nutzern. Ende 2014 wurde die Sendung mit Range, Rahmel und Manuel Schmitt (SgtRumpel) nach 100 Folgen eingestellt und mit Fabian Siegismund und David Hain ab März 2015 fortgesetzt. Am 1. März 2013 trat Rahmel zusammen mit anderen Vertretern des Let’s-Play-Genres in dem von MyVideo organisierten Livestream Last Man Standing auf, in dem er mit seinem Team (Let’s Play Together) gegen PietSmiet’s Hard Reset über 8 Stunden verschiedene Computerspiele spielte. Der Livestream hatte insgesamt mehr als 1 Million Zuschauer. Moderiert wurde die Sendung von Nela Lee.
Am 30. November trat er in der Fortsetzung von Last Man Standing, dem „Last Man Standing 2“, wieder mit dem Team „Let’s Play Together“ gegen das Team von „PietSmiet’s Hard Reset“ an. Sein Team konnte den zweiten Wettkampf für sich entscheiden, während die erste Ausgabe in einem Unentschieden endete.
In Frage gestellt wurde seine vergnügte Art der Moderation von Ego-Shootern von Christian Weber in der Süddeutschen Zeitung.
Im Oktober 2013, Januar 2014 und März 2014 moderierte Rahmel die dritte und vierte Ausgabe des Livestreams „Let’s Play Poker“ gemeinsam mit Nela Lee und Gronkh. Dabei waren diverse YouTube Stars und prominente Gesichter aus dem TV-Bereich. So beispielsweise Simon Gosejohann und LeFloid. Die vierte Ausgabe fand nicht wie die anderen in Deutschland, sondern auf den Bahamas statt.
Im Januar 2014 verließen Sarazar und Gronkh das IDG-Germany Netzwerk und traten dem zu ProSiebenSat.1 Media gehörenden Netzwerk „Studio 71“ bei.
Am 13. Januar 2014 erreichte Rahmel eine Million Abonnenten auf YouTube. Am 12. April 2014 wurden Sarazar und Gronkh vom Computerspielemuseum in Berlin für ihre Leistungen geehrt und haben einen Platz an der „Wall of Fame“ erhalten, der den Größen der Spieleindustrie vorbehalten ist. Die 1,5-Millionen-Abonnenten-Marke brach Rahmels Kanal am 1. November 2014.
Im Jahr 2015 hatte er einen Gastauftritt im Rahmen des Comedy-Formats Comedy Rocket.
Seit dem 15. April 2015 unternimmt Sarazar mit einigen YouTube-Videoproduzenten regelmäßig Reisen. Die Erlebnisse präsentiert er in Videoform neben dem Kanal „Superhomies“ und „WDR Reisen“ auch auf seinem eigenen Kanal.
Im Dezember 2018 veröffentlichte Sarazar einen offenen Brief an die Community, in dem er erklärte, dass er aufgrund seiner vielen anderen beruflichen Verpflichtungen nicht mehr so viel Zeit für seine Webauftritte, wie beispielsweise auf YouTube, hat. Er werde allerdings durchaus weiter Videos produzieren und plane neue Projekte, vor allem im Bereich Reisen. Dies spiegelt sich in der abnehmenden Zahl an Abonnenten ab Januar 2019 wider.

## Auszeichnungen
- Am 12. April 2014 wurden Gronkh und Sarazar im Computerspielemuseum Berlin in der Hall of Fame aufgenommen.[45]
- 2014 wurde Sarazar von Youtube mit dem „Golden Play Button“ ausgezeichnet.[46]

## Filmografie
- 2014: Nicht mein Tag (Gastauftritt)
- 2016: Assassin’s Creed (Synchronrolle)
- 2017: Offline – Das Leben ist kein Bonuslevel (als er selbst)
- 2019: Tom Clancy’s The Division 2 Mini-Serie (als er selbst)
- seit 2020: Reisedoku des WDR (als er selbst, 17 Folgen)
  - Griechenland mit Sarazar – Von Athen bis zum Olymp[47]
  - Portugal mit Sarazar – Algarve, Lissabon und Norden[48]
  - Schweden mit Sarazar – Von Stockholm zu den Nordlichtern[49]
  - Süditalien mit Sarazar – Amalfi, Vesuv und Neapel[50]
  - Polen mit Sarazar – Von Danzig bis zur Hohen Tatra[51]
  - Rumänien mit Sarazar – Bären, Dracula und Bukarest[52]
  - Spanien mit Sarazar – Von Valencia bis Andalusien[53]
  - Thailand mit Sarazar – Von Phuket bis Koh Phangan
  - Vereinigte Staaten mit Sarazar – Sequoia, Death Valley & Grand Canyon
  - Vereinigte Staaten mit Sarazar – Las Vegas
  - Südafrika mit Sarazar – Kapstadt, Safari und Garden Route
  - Mexiko mit Sarazar – Roadtrip durch Yucatán, Mexico City und mehr
  - Kanada mit Sarazar – Camper-Roadtrip durch Kanada: Vancouver, British Columbia und Banff
  - Vereinigte Staaten mit Sarazar –  Im Wohnmobil durch Florida: Miami, Everglades, Orlando und Keys
  - Albanien mit Sarazar –  Tirana, Riviera und Albanische Alpen
  - Indonesien mit Sarazar – Bali, Lombok und Nusa Penida
  - Türkei mit Sarazar: Istanbul, Türkische Riviera und Kappadokien

## Diskografie
- 2013: Elektrotitte (5.000 Volt) (feat. Gronkh)
- 2016: Traveller (feat. Circle of Alchemists)
- 2016: Into The Blue (Jewelz & Sparks vs. Sarazar feat. Pearl Andersson)
- 2017: We are One (feat. Craig Walker)
- 2018: Living This Game (feat. Jumpa)
- 2020: Living Free (feat. Michael Rivera)
- 2024: RED (Lahos x Sarazar)